# ハンフリーズ郡 (テネシー州)
ハンフリーズ郡（英: Humphreys County）は、アメリカ合衆国テネシー州の西部に位置する郡である。2010年国勢調査での人口は18,538人であり、2000年の17,929人から3.4%増加した。郡庁所在地はウェイバリー市（人口4,105人）であり、同郡で人口最大の都市でもある。

## 地理
アメリカ合衆国国勢調査局に拠れば、郡域全面積は556.72平方マイル (1,441.9 km2)であり、このうち陸地532.22平方マイル (1,378.44 km2)、水域は24.5平方マイル (63.5 km2)で水域率は4.40%である。

### 隣接する郡
- ヒューストン郡 - 北
- ディクソン郡 - 北東
- ヒックマン郡 - 南東
- ペリー郡 - 南
- ベントン郡 - 西

### 国立保護地域
- テネシー国立野生生物保護区（部分）

## 人口動態

人口ピラミッド

以下は2000年の国勢調査による人口統計データである。
| 基礎データ - 人口: 17,929人 - 世帯数: 7,328 世帯 - 家族数: 5,146 家族 - 人口密度: 13人/km2（34人/mi2） - 住居数: 8,482軒 - 住居密度: 6軒/km2（16軒/mi2） 人種別人口構成 - 白人: 95.52% - アフリカン・アメリカン: 2.94% - ネイティブ・アメリカン: 0.27% - アジア人: 0.26% - 太平洋諸島系: 0.01% - その他の人種: 0.16% - 混血: 0.85% - ヒスパニック・ラテン系: 0.83% | 年齢別人口構成 - 18歳未満: 23.9% - 18-24歳: 7.6% - 25-44歳: 27.5% - 45-64歳: 26.2% - 65歳以上: 14.8% - 年齢の中央値: 39歳 - 性比（女性100人あたり男性の人口） - 総人口: 96.8 - 18歳以上: 93.1 世帯と家族（対世帯数） - 18歳未満の子供がいる: 30.3% - 結婚・同居している夫婦: 57.3% - 未婚・離婚・死別女性が世帯主: 10.2% - 非家族世帯: 28.9% - 単身世帯: 25.0% - 65歳以上の老人1人暮らし: 10.6% - 平均構成人数 - 世帯: 2.44人 - 家族: 2.90人 | 収入と家計 - 収入の中央値 - 世帯: 35,786米ドル - 家族: 42,129米ドル - 性別 - 男性: 31,657米ドル - 女性: 20,736米ドル - 人口1人あたり収入: 17,757米ドル - 貧困線以下 - 対人口: 10.8% - 対家族数: 7.6% - 18歳未満: 12.5% - 65歳以上: 13.7% |

## 都市と町
- マクイーウェン
- ニュージョンソンビル
- ウェイバリー - 郡庁所在地

### 未編入の町
- ベイカービル
- バッファロー
- ハリケーンミルズ
- ポールキャット